# Pamflet
Pamflet je tekst u kojem se autor izražava polemički o znanstvenim, vjerskim ili političkim temama. U pamfletu argumentacija, koja bi bila utemeljena činjenicama, stoji u pozadini. Umjesto argumentacije, predominantno je strastveno zagovaranje protiv teme pamfleta.
Pamflet odobrava ili je ponekad čak i krajnji cilj ponižavanja protivničke strane. Ovom se cilju podređuje rasprava, jezični stil, a posebno i retorički stil: za omalovažavanje protivnika koriste se i metafore životinja.
Izraz "pamflet" izvorno je bio neutralan opis žanrova političko-vjerske raspravne kulture. Danas pojam "pamflet" ima pogrdno značenje ili karakteristike.